# WWE NXT
 Тази статия е за развиващата се територия.  За телевизионното шоу вижте WWE NXT (ТВ серии).  
WWE NXT е кеч развиващата се марка на WWE, определена в Уинтър Парк, Флорида. От нейното създаване през август 2012 г. до юни 2013 г., е отделна, но дъщерна територия за развитие на кечисти на WWE под името NXT.
През юни 2013 г., сайта на NXT е премахнат и съдържанието му се мести в WWE.com. От февруари 2014 г., NXT започва серийни специални събития на живо, излъчени по WWE Network, както pay-per-view шоутата на Федерацията.
Въпреки статута си като развиваща се марка, NXT е похвалена за високото си качество на борба, завладяващи сюжетни линии, както и възможностите да позволят състезателки де се сравняват с главния ростер; последното от които е довело до промяна на начина, на използването на кеч с жени в WWE. 

## Шампионски титли и отличия

### Настоящи шампионски титли
| Шампионска титла                     | Настоящите шампион(и) | Носене | Дата на спечелване | Дни  | Град                  | Пояснение                                                |
| ------------------------------------ | --------------------- | ------ | ------------------ | ---- | --------------------- | -------------------------------------------------------- |
| Титла на NXT                         | Томасо Чампа          | 1      | 28 януари 2017     | 3119 | Сан Антонио, Тексас   | Побеждава Шинске Накамура на NXT Завземане: Сан Антонио. |
| Титла при жените на NXT              | Шарлът Флеър          | 1      | 5 април 2020       | 1    | Орландо, Флорида, САЩ | Побеждава Риа Риплуи на Кеч Мания 36                     |
| Отборни титли на NXT                 | Undisputed ERA        | 1      | 28 януари 2017     | 3119 | Сан Антонио, Тексас   | Побеждават #DIY на NXT Завземане: Сан Антонио.           |
| Титла на Обединеното кралство на WWE | Ricochet              | 1      | 20 май 2017        | 3007 | Чикаго, Илинойс       | Побеждава Тайлър Бейт на NXT Завземане: Чикаго.          |

### Други отличия
| Отличие                     | Последни победители               | Дата на спечелване | Място                    | Пояснение                                |
| --------------------------- | --------------------------------- | ------------------ | ------------------------ | ---------------------------------------- |
| Дъсти Роудс Отборна класика | Авторите на болка (Ейкам и Резар) | 19 ноември 2016    | Торонто, Онтарио, Канада | Победиха ТМ-61 във финалите и спечелиха. |